# TF-2
La TF-2 aussi appelée Autovía Interconexión Norte-Sur est une route qui contourne la ville de Santa Cruz de Tenerife de l'ouest au sud-est.
D'une longueur de 5,4 km environ, elle relie la TF-5 (Santa Cruz de Tenerife - Icod de los Vinos) et la TF-1 entre Santa Cruz de Tenerife et Adeje au sud de l'île.
Elle dessert tout le sud de l'agglomération de Santa Cruz de Tenerife en connectant l'Université de La Laguna (TF-5) à la zone industrielle de El Chorillo à hauteur de Santa Maria del Mar.

## Tracé
- La route débute à l'ouest de Santa Cruz de Tenerife au niveau de Geneto où elle se détache de la TF-5 qui relie la capitale de l'île à Icod de los Vinos.
- Elle dessert le sud de l'agglomération ainsi que les différentes zones d'activités avant de bifurquer avec la TF-1 au niveau de Santa Maria del Mar.

## Sorties
- Échangeur entre  TF-5 et  TF-2
- 4 San Bartolomé de Tirajana - Las Chumberas
- 2 Tincer - El Sobradillo - Los Andenes
- 1 b Baranco Grande - Taco
- 1 Alisios - Santa Maria del Mar - Añaza (sens TF-5 - TF-1)
- Échangeur entre  TF-1 et  TF-2